# FA WSL 2018-19
FA WSL 2018-19 var den ottende udgave af FA Women's Super League (WSL) siden den blev etableret i 2010. Det var første sæsonen efter omstrukturing af kvindernes fire øverste niveauer i engelske kvinders fodbold. Den tidligere FA WSL 2 kaldes nu the Championship – elleve klubber konkurrerer i FA Women's Championship 2018-19.
Arsenal vandt deres første WSL siden 2012 med en 4–0 sejer mod Brighton & Hove Albion.

## Hold
| Hold                   | Placering            | Hjemmebane                                      | Kapacitet | 2017–18 sæsonen |
| ---------------------- | -------------------- | ----------------------------------------------- | --------- | --------------- |
| Arsenal                | Borehamwood          | Meadow Park                                     | 4,502     | 3.              |
| Birmingham City        | Solihull             | Damson Park                                     | 3.050     | 5.              |
| Brighton & Hove Albion | Crawley              | Broadfield Stadium                              | 6.134     | 2., WSL 2       |
| Bristol City           | Filton               | Stoke Gifford Stadium                           | 1.500     | 8.              |
| Chelsea                | Kingston upon Thames | Kingsmeadow                                     | 4.850     | 1.              |
| Everton                | Southport            | Haig Avenue                                     | 6.008     | 9.              |
| Liverpool              | Birkenhead           | Prenton Park                                    | 16.587    | 6.              |
| Manchester City        | Manchester           | Academy Stadium                                 | 7.000     | 2.              |
| Reading                | High Wycombe         | Adams Park                                      | 9.617     | 4.              |
| West Ham United        | Romford              | West Ham United F.C. Rush Green Training Ground | 3.000     | 7., WPL South   |
| Yeovil Town            | Dorchester           | The Avenue Stadium                              | 5.229     | 10.             |

## Stilling
| Pos | Hold                   | K  | V  | U | T  | M+ | M- | MF  | P  | Kvalifikation                      |
| --- | ---------------------- | -- | -- | - | -- | -- | -- | --- | -- | ---------------------------------- |
| 1   | Arsenal                | 20 | 18 | 0 | 2  | 70 | 13 | +57 | 54 | Kvalifikation til Champions League |
| 2   | Manchester City        | 20 | 14 | 5 | 1  | 53 | 17 | +36 | 47 | Kvalifikation til Champions League |
| 3   | Chelsea                | 20 | 12 | 6 | 2  | 46 | 14 | +32 | 42 |                                    |
| 4   | Birmingham City        | 20 | 13 | 1 | 6  | 29 | 17 | +12 | 40 |                                    |
| 5   | Reading                | 20 | 8  | 3 | 9  | 33 | 30 | +3  | 27 |                                    |
| 6   | Bristol City           | 20 | 7  | 4 | 9  | 17 | 34 | −17 | 25 |                                    |
| 7   | West Ham United        | 20 | 7  | 2 | 11 | 25 | 37 | −12 | 23 |                                    |
| 8   | Liverpool              | 20 | 7  | 1 | 12 | 21 | 38 | −17 | 22 |                                    |
| 9   | Brighton & Hove Albion | 20 | 4  | 4 | 12 | 16 | 38 | −22 | 16 |                                    |
| 10  | Everton                | 20 | 3  | 3 | 14 | 18 | 44 | −26 | 12 |                                    |
| 11  | Yeovil Town            | 20 | 2  | 1 | 17 | 11 | 60 | −49 | −3 | Nedrykning til Championship        |

1. ↑  Yeovil Town deducted 10 points for entering administration.'"`UNIQ--ref-00000009-QINU`"'

## Statistik

### Topscorere
| Nr. | Spiller                | Klub            | Mål |
| --- | ---------------------- | --------------- | --- |
| 1   | Vivianne Miedema       | Arsenal         | 22  |
| 2   | Nikita Parris          | Manchester City | 19  |
| 3   | Bethany England        | Chelsea         | 12  |
| 3   | Fara Williams          | Reading         | 12  |
| 5   | Georgia Stanway        | Manchester City | 11  |
| 5   | Daniëlle van de Donk   | Arsenal         | 11  |
| 7   | Courtney Sweetman-Kirk | Liverpool       | 10  |
| 8   | Fran Kirby             | Chelsea         | 9   |
| 8   | Jordan Nobbs           | Arsenal         | 9   |
| 10  | Erin Cuthbert          | Chelsea         | 8   |
| 10  | Kim Little             | Arsenal         | 8   |